# 大橋照子のこれでキメましょう!
大橋照子のこれでキメましょう!（おおはしてるこのこれでキメましょう）は、2001年4月8日〜2002年3月31日に文化放送系列で、毎週日曜25:00 - 25:30に放送されていたラジオ番組である。ゲームメーカーナムコの1社提供で、通称「これキメ」。

## パーソナリティー
- 大橋照子
- 鶴間政行
- 高橋将市（文化放送アナウンサー）
- 真織由季（歌手、ミュージカル女優）

## 概要
大橋照子の前番組『大橋照子のしゃべりバビデブー』をリニューアル。前半数分が普通のお便り紹介で、その後歌手によるミニ番組（5分間）、当時作ることが当たり前だった携帯電話の着メロ（プロの歌手の作曲）、ナムコのゲーム紹介、エンディングはポエムの朗読という構成。ナムコの提供で、文化放送A&Gゾーンの後だったため、アニラジ番組なのか普通の番組なのか分からない曖昧な内容だった。この番組終了を持って、TBSラジオ放送時以来長らく続いていたナムコ・ワンダータイム枠は、KBS京都をキー局に放送されていた姉妹番組「日髙のり子のHAPPY@」のみとなり、東京での放送が終了した。